# Odonaspis schizostachyi
Odonaspis schizostachyi är en insektsart som beskrevs av Cockerell och Robinson 1914. Odonaspis schizostachyi ingår i släktet Odonaspis och familjen pansarsköldlöss.
Artens utbredningsområde är Filippinerna. Inga underarter finns listade i Catalogue of Life.